# 羅康瑞
羅康瑞，大紫荊勳賢，GBS，JP（1948年4月18日—），籍貫广东普宁（潮汕人），香港地产商、瑞安集团董事长、瑞安房地產主席、瑞安建業主席。畢業於香港嶺風中學（幼稚園部，1953年）和聖若瑟書院（1961年入學）及澳洲新南威尔士大学。妻子朱玲玲，為已故商人霍英東長子霍震霆之前妻。
自1984年起，羅康瑞已經在上海與共青團合作投資酒店業。1989年天安門事件令業務大受打擊，共青團亦周轉不靈。羅康瑞出手幫助當時上海共青團的秘書長，前中共政治局常委、上海市委书记、國家副主席韓正。透過上海前市長徐匡迪，韓正協助羅康瑞投得上海新天地的發展權。
1995年，羅康瑞在重慶購得第一座水泥廠，更令瑞安集團一躍成為中國三大水泥公司之一。羅康瑞領導的瑞安集團亦在中國多個城市如武漢、大連、佛山、杭州投資房地產，並建立了一系列“新天地”地產項目。
2008年底時，瑞房一度陷於破產邊緣，羅康瑞咬緊牙關，奔走各大銀行，才免於沒頂危機。絕境翻生。

## 生平
- 鷹君集團創辦人羅鷹石的四子，鷹君集團之名，取自羅鷹石與時任太太杜莉君，70年代上市，坐擁無數工廠大厦[3]。
- 年幼時被送到澳洲留學，1967年因六七暴動而提早取得一整年學費和生活費，但因好賭輸清光而到酒店打工。[4]
- 回港後在父親公司上班，因兩年仍未有加薪，年少氣盛下在1971年由父親借出10萬元創辦了瑞安集團，經營房地產、建築及建材的業務[4]
- 在2005年的福布斯富豪排行榜名列507位，估計財產達13億美金
- 在2006年的福布斯富豪排行榜名列562位，估計財產達14億美金
- 因在上海大量投資，而被稱為「上海姑爺」。（但其實他是潮州人，而非上海人。）主要投資包括上海新天地。
- 2008年11月，與人稱「史上最美麗香港小姐」、前藝人朱玲玲（霍震霆前妻）在新加坡四季酒店註冊結婚。

## 參看
- 羅鷹石家族
- 香港商報

## 外部連結
- 瑞安建業 （页面存档备份，存于）
- 羅康瑞@福布斯2005 （页面存档备份，存于）
- 羅康瑞@福布斯2006 （页面存档备份，存于）
- （页面存档备份，存于）